# Jürgen Kloth (Trainer)
Jürgen Kloth (* 1947) ist ein deutscher Handballtrainer.

## Werdegang
Kloth wechselte 1993 vom Zweitligisten 1. SC Göttingen 05 zum VfL Fredenbeck und trat bei dem Bundesligaverein als Trainer die Nachfolge von Zenon Łakomy an. Nach 13 Bundesligaspielen wurde Kloth in Fredenbeck entlassen. Für den Deutschen Handballbund war Kloth in den 1990er Jahren als Trainer der Juniorennationalmannschaft beschäftigt. Weiterhin trainierte er in der Saison 1995/96 den GWD Minden in der Bundesliga. Hauptberuflich war Kloth als Lehrer tätig. Von Anfang November 2000 bis Mitte Februar 2001 trainierte er den Bundesligisten SG Hameln.
Er hatte beim SV Alfeld die Sportliche Leitung inne, im Sommer 2011 wurde Kloth Assistenztrainer beim Bundesligaaufsteiger Eintracht Hildesheim und als solcher Mitarbeiter von Cheftrainer Volker Mudrow, der früher sein Spieler gewesen war. Im Januar 2012 übernahm Kloth nach Mudrows Entlassung in Hildesheim zunächst gemeinsam mit Geschäftsführer Gerald Oberbeck die Betreuung der Mannschaft. Ab März 2013 war Kloth in Hildesheim (mittlerweile wieder in der 2. Bundesliga) als hauptverantwortlicher Trainer tätig. Er arbeitete bei der Eintracht auch als Jugendtrainer. Mitte November 2014 holte Verbandsligist MTV Mohringen Kloth als Trainer.
Im Januar 2019 trat Kloth das Traineramt beim Landesligisten HSG Schoningen/Uslar/Wiensen an. Als Lokalpolitiker betätigte sich Kloth in Alfeld für die SPD und zog im Dezember 2020 in den Stadtrat ein. Als Trainer wurde er wieder beim SV Alfeld tätig.